# Robert Salmon (homme politique)
Pour les articles homonymes, voir Salmon.
Robert Salmon, né à Marseille le 6 avril 1918 et mort à Paris 16e le 23 octobre 2013,,, est un résistant, journaliste et homme politique français, qui a cofondé en 1941 avec Philippe Viannay le journal clandestin Défense de la France, devenu sous sa direction en novembre 1944 Défense de la France-France Soir puis France-Soir.

## Biographie

### Jeunesse et études
Robert Salmon naît dans une famille aisée et bourgeoise de centre-droit, qui connaît en 1926 un revers de fortune à la suite de la crise du franc. Elle quitte Marseille et part s'installer à Paris en 1920. 
Excellent étudiant, il effectue ses études secondaires au lycée Buffon puis au lycée Louis-le-Grand. Il est lauréat du Concours général. 
Ses études sont perturbées par la Seconde Guerre mondiale et il est mobilisé dans l'artillerie. Dès sa démobilisation, il prépare le concours de l'École normale supérieure de la rue d'Ulm, où il est admis en 1941. Il suit des cours de droit et d'anglais et obtient une licence de droit et une licence d'anglais à l'université de Paris. Il est diplômé de l'École libre des sciences politiques dès 1942, avec le rang de major de la section économique. Il est également titulaire d'un DES de philosophie.

### Parcours professionnel
Il se lie avec Philippe Viannay, qui l'aide à fonder et installer dans les caves de l'université Défense de la France dont le tirage, au début  modeste (5000 exemplaires), atteint 100 000 copies en 1943 puis 450 000 en janvier 1944. Philippe Vianney, Jean-Daniel Jurgensen - normalien comme Robert Salmon - et  Salmon lui-même sont les auteurs de la majorité des articles.
Délégué à l’Assemblée consultative provisoire de Paris (1944-1945), puis député de la première Assemblée nationale constituante, avec Jean-Daniel Jurgensen, il s’attela en 1945 à la rédaction d’un projet de constitution, dont Michel Debré s’inspira largement pour l’élaboration de la constitution de la Ve République, treize ans plus tard, en 1958[réf. souhaitée].
Robert Salmon tente de structurer Défense de la France, de le situer dans le paysage politique de la Résistance et de faire reconnaître son importance mais la multiplicité de ses mandats l'éloigne de la gestion lorsque le titre devient France-Soir. Siégeant au Comité parisien de Libération, dans diverses commissions et enfin dans le Mouvement de Libération Nationale, il écrit dans son autobiographie Chemins faisant : « le vice politique s’introduisit furieusement en moi ».
À la Libération, il multiplie les postes, devenant  administrateur de La Tribune économique et de la société France éditions et publications (F.E.P), éditrice de France-Soir, dont il est nommé en 1949 président-directeur général (fonction qu'il remplira jusqu'en 1976). Il est aussi (1945-46) membre du comité de rédaction de la revue France et Monde, dirigée par Jean-Daniel Jurgensen.
En 1946, il fonde la revue Réalités et préside le Comité des papiers de presse qui joue un rôle essentiel dans une période caractérisée par la pénurie de matière première, après que le syndicat national des journalistes ait demandé en 1945 la mise sous séquestre de ce « trust du papier ».
Il a été secrétaire général de la Fédération nationale de la presse française (FNPF) de 1951 à 1977. Il est directeur de la section économique de l'Institut d'études politiques de Paris de 1960 à 1970. De 1967 à 1988, il est professeur à l'Institut d'études politiques de Paris. Il est membre du conseil de direction de l'établissement de 1969 à 1973. 

## Distinctions
- Commandeur de la Légion d'honneur
- Croix de guerre 1939–1945
- Médaille de la Résistance française avec rosette (3 aout 1946)[11]
- Médaille des évadés

## Ouvrage
- Chemins faisant : Vers la Résistance, Lbm Éditions, 2004